# Alexei Poltoratski
Alexei Poltoratski é um matemático, professor da Universidade do Texas A&M.
Obteve um doutorado em 1995 nao Instituto de Tecnologia da Califórnia, orientado por Nikolai Makarov, com a tese Boundary Behavior of Cauchy Integrals and Rank One Perturbations of Operators.
Foi palestrante convidado do Congresso Internacional de Matemáticos no Rio de Janeiro (2018: Toeplitz methods in completeness and spectral problems).